# Сосновиці (Малопольське воєводство)
Сосновиці (пол. Sosnowice) — село в Польщі, у гміні Бжезьниця Вадовицького повіту Малопольського воєводства.
Населення — 1134 особи (2011).

## Демографія
Демографічна структура станом на 31 березня 2011 року:
|          | Загалом | Допрацездатний вік | Працездатний вік | Постпрацездатний вік |
| -------- | ------- | ------------------ | ---------------- | -------------------- |
| Чоловіки | 553     | 132                | 371              | 50                   |
| Жінки    | 581     | 115                | 338              | 128                  |
| Разом    | 1134    | 247                | 709              | 178                  |